# Émile-Arthur Thouar
Émile-Arthur Thouar (Saint-Martin-de-Ré, 14 de juliol de 1853) va ser un explorador francès que desaparegué a l'Amèrica del sud al voltant de 1898.

## Biografia
Fill d'un artesà baster, Émile-Arthur Thouar va ser alumne al liceu de La Rochelle. Quan tenia 20 anys va començar a treballar al Banc de França a Reims.
El 1879, va mamprendre un periple que va durar tres anys a les Antilles i a l'Amèrica del Sud. Quan tornà a França, es va assabentar del final tràgic de la missió Jules Crevaux que havien massacrat els indis toba als confins de la Cordillera Central.
El 24 de setembre de 1882, es va embarcar de nou cap a l'Amèrica del Sud per tal de trobar alguns supervivents de la missió i alhora de tornar a França els cossos de les víctimes i els possibles resultats de les seves recerques. La seva expedició els va conduir al desert del Gran Xaco on només va trobar uns quants vestigis de la missió Crevaux.
El 2 de maig de 1884, després del seu retorn a França, Ferdinand de Lesseps el va guardonar amb la medalla de la Societat de geografia de París, i presencià aquest acte el president de la República francesa Jules Grévy.
Va organitzar noves expedicions a càrrec dels governs argentí, bolivià i paraguai. Amb tot no se sabrà res d'ell a partir de 1898. Segons alguns investigadors, se suposa que va morir a l'Argentina el 1908, tot i que alguns estudiosos indiquen que es té constància que el 1913 apareixia entre els membres de la Societat de geografia de França. Fou homenatjat pel govern bolivià que va batejar una ciutat del país amb el seu nom.

## Obres
- A travers le Grand Chaco : Chez les Indiens coupeurs de têtes 1883-1887 (1991)
- A la recherche de la mission Crevaux (1884)